# 1128 Astrid
1128 Astrid je asteroid v glavnem asteroidnem pasu. Spada med asteroide tipa C. Pripada asteroidni družini Astrid, ki se po njem tudi imenuje.

## Odkritje
Asteroid je 10. marca 1929 odkril Eugène Joseph Delporte. Ime je dobil po Astrid, kraljici Belgijcev.